# Gumball 3000
A Gumball 3000 egy nem hivatalos európai autóverseny (futam, rali), amelyet Maximillion Cooper alapított 1999-ben. Minden évben más útvonalon zajlik, de a távolság kb. 5000 kilométer, amelyet a résztvevők 8 nap alatt teljesítenek.
A résztvevők minden társadalmi kategóriát képviselnek, hírességektől a hétköznapi emberekig, és ebből kifolyólag a járművek is változatosak: van több millió dolláros elsőosztályú versenyautó, de lakókocsi és fagylaltosautó is.
Első díj nincs, de a nyertes megkapja Burt Reynolds (a Cannonball Run egyik nyertese) bronz mellszobrát, és a többi résztvevő is különböző emléktárgyakat kap.

## A futam ismertetése
A futam tulajdonképpen a híres és népszerű amerikai „coast to coast" (parttól partig) illegális rali európai változata.
A nevezési díj a sofőr és navigátora részére 8500 euró, minden további utasért 4000 eurót kell még fizetni.
A résztvevők száma korlátozott, összesen 50 gépkocsi indulhat.
A versenyzők a közúti forgalomban, akár a KRESZ-szabályokat is áthágva próbálják minél rövidebb idő alatt teljesíteni a távot.
Az egyes országok rendőrségei nemzetközi együttműködés keretében (TISPOL) készülnek az eseményre, traffipaxokkal, közúti ellenőrzésekkel próbálják törvényes mederben tartani a versenyt.

## 2007-es program
- 2007. április 8.: London, regisztrációs party
- 2007. április 29.: London, Pal Mall (START) Amszterdam
- 2007. április 30.: Frankfurt (egyes kocsikat repülőre tesznek és Isztambulba repülnek)
- Május 1.: Isztambul-Thesszaloniki-Athén
- Május 2.: Athén-Dubrovnik
- Május 3.: Dubrovnik-Bécs
- Május 4.: Bécs-Prága-Berlin
- Május 5.: Berlin-London – Zárókoncert Londonban

A 2007-es program során, 9 év óta először, Macedóniában halálos gázolás történt, ezért a futamot május 3-án lefújták.

## Külső hivatkozások
- A futam hivatalos honlapja
- Gumball 3000 Archiválva 2007. augusztus 13-i dátummal a Wayback Machine-ben Unofficial Romanian Fansite
- Képek a 2005-ös futamról (totalcar.hu)